# L'Interprète grec
L'Interprète grec (The Adventure of the Greek Interpreter en version originale) est l'une des cinquante-six nouvelles d'Arthur Conan Doyle mettant en scène le détective Sherlock Holmes. Elle est parue pour la première fois dans la revue britannique The Strand Magazine en septembre 1893, avant d'être regroupée avec d'autres nouvelles dans le recueil Les Mémoires de Sherlock Holmes (The Memoirs of Sherlock Holmes).
C'est dans cette nouvelle que l'on apprend l'existence du frère aîné de Sherlock Holmes, Mycroft.

## Résumé

### Mystère initial

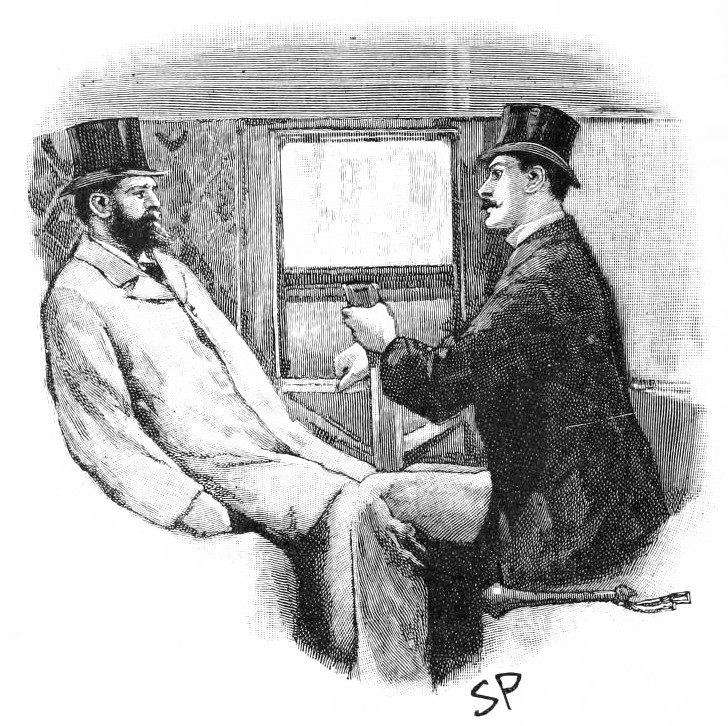
M. Melas, à gauche, menacé par Harold Latimer dans le fiacre.

Le docteur Watson apprenant avec surprise l'existence de Mycroft Holmes, frère de Sherlock Holmes, ce dernier propose à son ami d'aller lui rendre visite au club Diogène (Diogenes Club dans la version originale), dont Mycroft est un habitué. Sherlock Holmes décrit à Watson son frère, un logicien et observateur encore plus habile que lui-même mais qui n'a pas la fibre pratique et l'expérience du terrain que lui possède. Arrivés au lieu en question, Mycroft explique à son frère que son voisin du dessus, M. Melas, a vécu une étrange aventure deux jours plus tôt, et pourrait être intéressé par ses talents de détective. Sherlock étant intéressé, Mycroft envoie chercher Melas pour que celui-ci en fasse le récit au détective.
Melas explique à Holmes qu'il est d'origine grecque, et exerce le métier d'interprète à Londres, où il jouit d'une certaine renommée. L'avant-veille, en soirée, Melas a reçu la visite d'un homme du nom de Latimer, qui avait besoin de ses services d'interprète pour affaires. Le traducteur, ayant accepté d'intervenir, est monté dans un fiacre en compagnie de son client, lorsque soudainement, ce dernier a sorti une matraque en prenant une attitude menaçante, expliquant à l'interprète que l'objet de sa mission serait finalement tout autre qu'annoncé. Latimer a par ailleurs remonté les vitres du fiacre, recouvertes de papier pour que son interlocuteur ne puisse connaître la destination de la voiture dans laquelle il avait pris place. L'interprète, abasourdi par ce virement de situation, n'a pas osé résister.

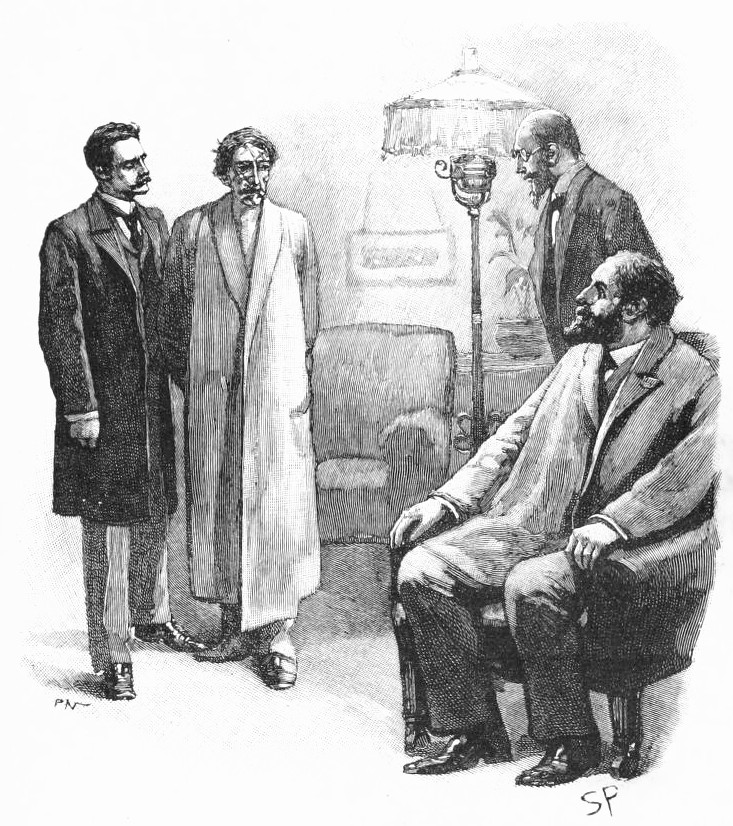
Paul Kratidès, le visage couvert de bandages, amené par Harold Latimer devant M. Melas, qui est assis.

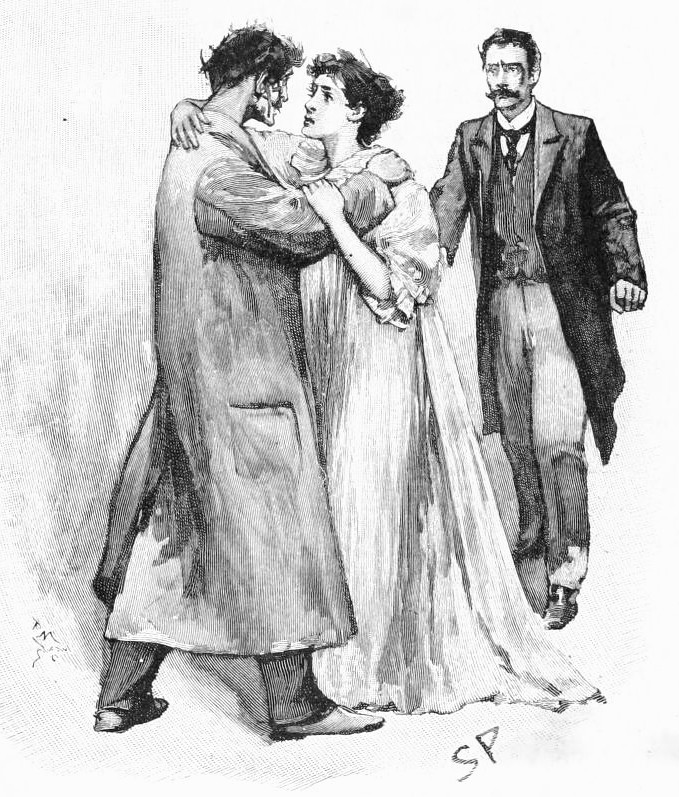
Paul et Sophie, se précipitant l'un vers l'autre.

Arrivé à destination après presque deux heures de route, Melas a été poussé sans ménagements dans une maison, où avant d'être assis, un second homme lui a expliqué qu'il aurait à traduire quelques questions et réponses, et qu'une fois cette mission terminée, il pourrait rentrer chez lui, mais sans faire part de son aventure à qui que ce soit, sous peine de représailles. Melas a alors été emmené dans une pièce faiblement éclairée, où Latimer est revenu peu de temps après avec un homme maigre et pâle, au visage couvert de sparadraps, ne pouvant s'exprimer qu'en grec et non en anglais. Le travail de traduction a alors commencé pour Melas entre les questions en anglais des hommes menaçants et les réponses en grec de l'homme à bout de forces. Profitant du fait que ses bourreaux ne comprenaient pas un mot de grec, l'interprète a rapidement rajouté aux questions des deux hommes d'autres questions destinées au Grec, pour connaître son identité et son histoire. Son interlocuteur a ainsi pu lui expliquer qu'il s'appelait Paul Kratidès, et était venu d'Athènes trois semaines plus tôt, avant d'être retenu contre son gré dans cette maison. Ses explications ont brusquement été arrêtées par l'arrivée d'une jeune femme du nom de Sophie. La jeune femme et le Grec, se reconnaissant l'un l'autre avec une immense surprise, se sont précipités l'un vers l'autre, avant d'être vivement séparés par les deux Anglais. À la suite de ce rebondissement inattendu, Melas a été raccompagné vers Londres en fiacre par Latimer, qui l'a fait descendre avant d'être arrivé jusqu'à la ville, le traducteur devant finir sa route à pied puis en train.
Dès le lendemain, malgré la menace des deux Anglais, Melas est venu voir Mycroft Holmes pour lui exposer son étrange aventure, se confiant par ailleurs à la police.

### Résolution
Mycroft Holmes, ayant commencé à résoudre seul cette enquête avant la venue de son frère, a fait paraître dans plusieurs quotidiens une annonce pour que toute personne ayant rencontré récemment un Grec du nom de Paul Kratidès ou une jeune Grecque du nom de Sophie se manifeste. Toutefois, Mycroft n'a eu aucun retour concernant son annonce, et Melas court désormais un risque, l'annonce révélant sa trahison vis-à-vis des malfaiteurs.
La résolution du mystère est très rapide, et pour l'une des premières fois dans les aventures de Sherlock Holmes, c'est Watson qui formule l'hypothèse qui se révèlera juste. Le médecin considère que Sophie a dû venir en Angleterre où elle a rencontré Latimer, qui a su la persuader de rester avec lui, certainement contre son gré. Apprenant cette nouvelle, Paul Kratidès, que Watson suppose être le frère de Sophie, est venu à son tour en Angleterre pour s'interposer entre cet homme malhonnête et sa sœur. Toutefois, par une quelconque imprudence, Paul a finalement été repéré puis retenu par Latimer et son associé. Latimer aurait alors maintenu le jeune Grec dans des conditions de vie très difficiles jusqu'à ce qu'il accepte de signer une délégation qui autoriserait Latimer à disposer de la fortune de Sophie. La nécessité d'avoir un interprète pour expliquer cela au jeune homme a obligé les malfaiteurs à faire appel aux services de Melas. C'est de manière accidentelle que Sophie et Paul se sont retrouvés ensemble à la fin de l'entrevue entre Melas et Kratidès, Sophie ne devant pas être au courant de la présence de son frère en Angleterre.

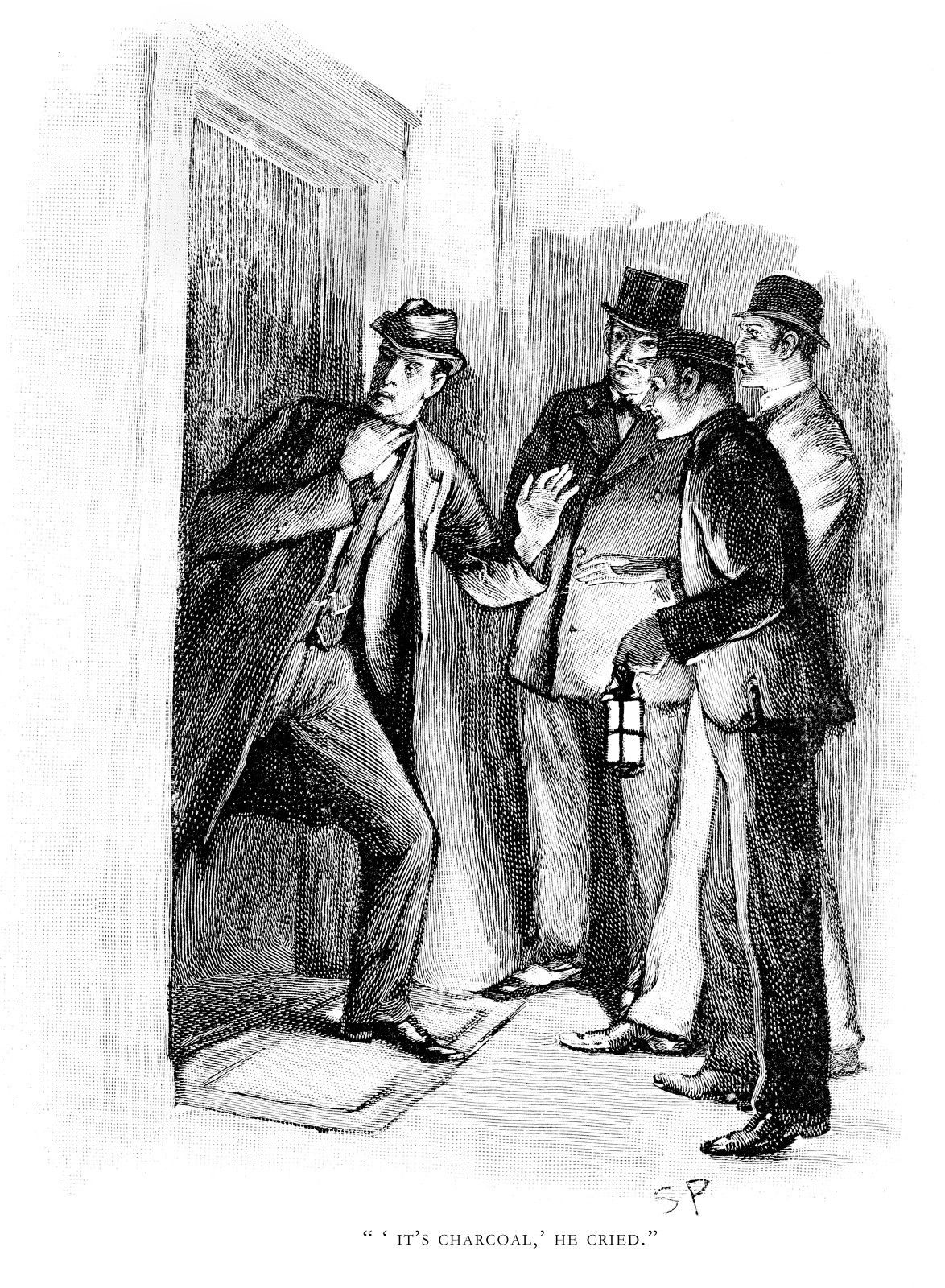
Sherlock Holmes, ressortant précipitamment de la pièce où sont retenus Kratidès et Melas, à cause de l'atmosphère irrespirable due à la combustion de charbon de bois.

Étant arrivés à cette conclusion, Sherlock Holmes et Watson retrouvent Mycroft à Baker Street, celui-ci annonçant aux deux autres avoir reçu une réponse à son annonce. L'informateur affirme dans sa réponse connaître Sophie, et que celle-ci réside à la « villa des Myrtes », à Beckenham. Voulant partir à l'endroit désigné dans la missive en compagnie de Melas, les trois gentlemen partent le chercher à son appartement, mais découvrent que celui-ci n'est plus chez lui car un homme a fait appel à ses services peu avant. Pour Sherlock Holmes, il est probable que ce soit l'un des malfaiteurs qui, déguisé, soit venu le chercher pour appliquer les représailles annoncées en cas d'ébruitement du secret. Emmenant avec eux l'inspecteur Gregson (apparu pour la première fois dans Une étude en rouge) de Scotland Yard, les trois hommes se rendent à la « villa des Myrtes » par le train puis en fiacre. Arrivés sur place, la maison semble abandonnée. Holmes parvient à y entrer par une fenêtre, et entend peu après un gémissement venant de l'étage. S'y précipitant, le détective découvre Melas et Paul Kratidès attachés et évanouis, prisonniers d'une petite pièce où un feu de charbon de bois a été allumé volontairement pour intoxiquer les deux hommes. Melas parvient à être sauvé, mais Watson découvre immédiatement que Paul Kratidès, déjà très affaibli, n'a pas survécu au manque de dioxygène.
L'épilogue de l'affaire vient confirmer les hypothèses de Watson, l'homme ayant répondu à l'annonce de Mycroft ayant confirmé en tout point le scénario imaginé par le médecin, tout en y apportant quelques détails. Holmes et Watson apprennent notamment de cet homme que les sparadraps sur le visage de Paul Kratidès n'étaient qu'une façon de le rendre méconnaissable aux yeux de Sophie, si celle-ci venait à l'apercevoir. Le stratagème n'a toutefois pas fonctionné. Watson termine son récit en précisant que de nombreux mois après cette enquête, une coupure de journal est arrivée à Baker Street en provenance de Budapest, relatant la mort étrange de deux Anglais poignardés, qui voyageaient avec une jeune femme. Pour Holmes et le lecteur, il s'agit d'une vengeance des torts subis par Sophie.

## Analyse

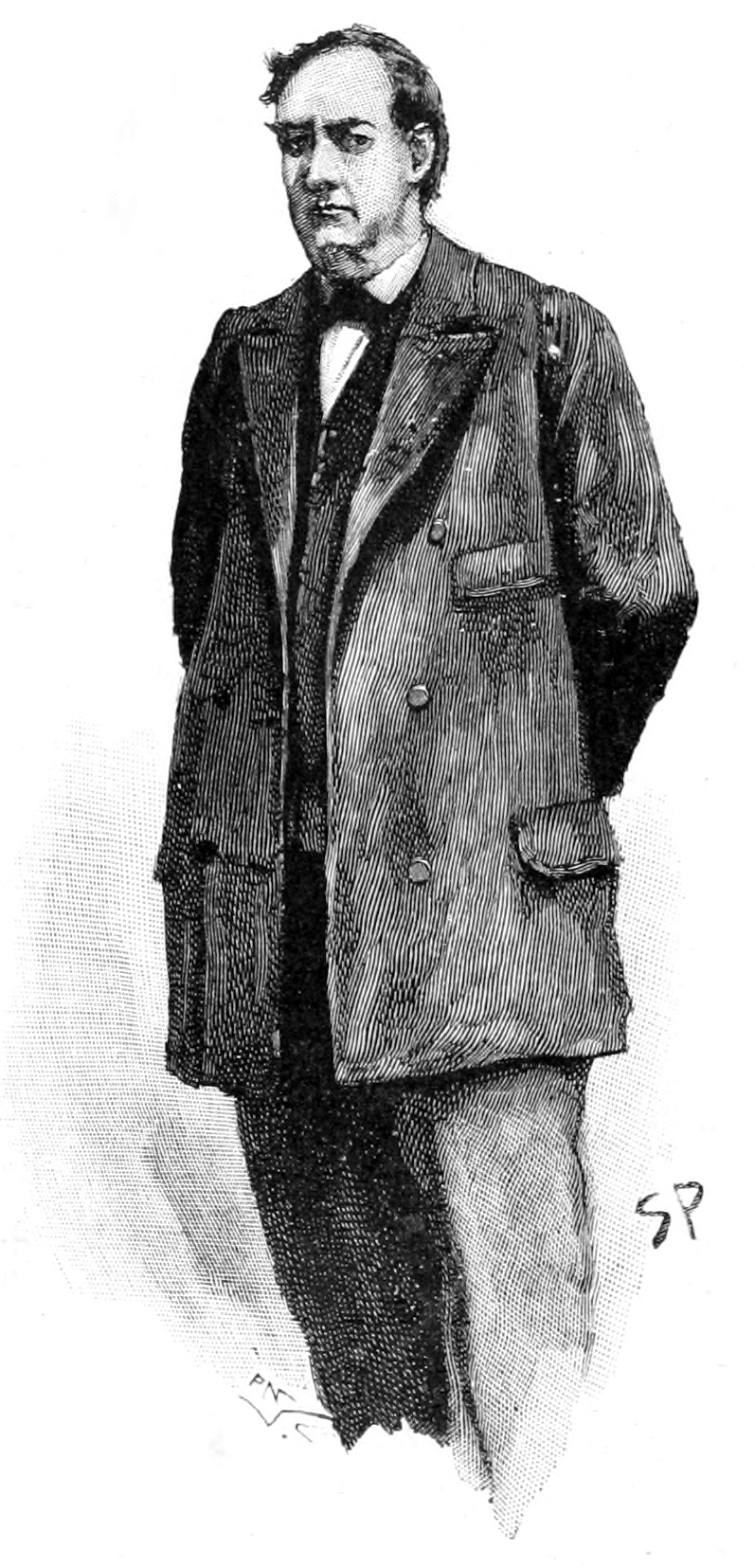
Mycroft Holmes, frère aîné de Sherlock Holmes, apparaît ici pour la première fois.

La nouvelle de L'Interprète grec se caractérise par l'apparition d'un nouveau personnage dans les aventures de Sherlock Holmes : Mycroft Holmes, l'aîné du détective âgé de sept ans de plus que lui. Le lecteur apprend par ailleurs dans cette nouvelle que la grand-mère de Sherlock Holmes était « la sœur de Vernet, le peintre français ». Les holmésiens considèrent en général que ce patronyme désigne Horace Vernet, et non Claude Joseph Vernet. Un lien entre Sherlock Holmes et la France existe donc.
Lors de la rencontre entre Holmes et Mycroft au Club Diogène, les deux frères se lancent dans une série de déductions au sujet d'un inconnu qu'ils observent au-dehors. Celui-ci est bronzé, semble autoritaire, porte des chaussures militaires et un chapeau sur le côté, tient dans ses mains un sac de courses, un hochet et un livre d'images. Les deux frères en déduisent que l'homme est un ancien militaire récemment démobilisé, ancien sous-officier des Indes, veuf s'occupant de ses deux enfants. Dans un article d'analyse intitulé « Sherlock Holmes : Le Roi des détectives, le détective des rois » paru en septembre 1971 dans le mensuel Mystère magazine no 283, Francis Lacassin commente ce passage de la nouvelle et remarque qu'« Il serait facile de proposer des conclusions différentes : l'homme est célibataire, c'est pourquoi il achète lui-même les cadeaux destinés à ses neveux. »

## Adaptations

### Film et télévision
L'histoire a été adaptée en 1922, dans un court-métrage muet faisant partie de la série Sherlock Holmes (série de films, 1921-1923), avec Eille Norwood dans le rôle de Holmes et Hubert Willis dans celui de Watson.
L’histoire a également été adaptée dans la série Sherlock Holmes (série télévisée, 1954), avec Ronald Howard dans le rôle de Holmes et Howard Marion Crawford dans celui de Watson. Cependant, Mycroft Holmes n’apparaît pas dans cet épisode.
La nouvelle a été adaptée dans Sherlock Holmes (série télévisée, 1964), avec Peter Cushing dans le rôle de Holmes et Nigel Stock dans celui de Watson. Cet épisode est maintenant considéré comme perdu.
La nouvelle a été adaptée en 1985 dans la série britannique Les Aventures de Sherlock Holmes avec Jeremy Brett dans le rôle du détective et David Burke dans celui de Watson. Il s'agit du neuvième épisode de la série.

### Livre audio
Arthur Conan Doyle, L'Interprète grec [« The Greek Interpreter »], Paris, La Compagnie du Savoir, coll. « Les enquêtes de Sherlock Holmes », 2011 (EAN 3760002139685, BNF 42478207). Narrateur : Cyril Deguillen ; support : 1 disque compact audio ; durée : 50 min environ ; référence éditeur : La Compagnie du Savoir CDS082. Le nom du traducteur n'est pas indiqué.